# Charles Foulkes (cầu thủ bóng đá)
Charles Edward Foulkes (7 tháng 2 năm 1905 – tháng 5 năm 1986) là một cầu thủ bóng đá người Anh có 64 lần ra sân ở Football League cho Lincoln City. Ông thi đấu ở vị trí trung vệ. Ông cũng từng đầu quân cho Bradford City và Bournemouth & Boscombe Athletic nhưng không bao giờ ra sân.